# Суспільство дозволу
Вседозволене суспільство, також зване вседозволеною культурою, — це суспільство, в якому деякі соціальні норми стають все більш ліберальними, особливо щодо сексуальної свободи. Це зазвичай супроводжується зміною того, що вважається девіантним. За збереження правила «не завдай шкоди іншим» (принцип шкоди), у дозвільному суспільстві мало інших моральних, релігійних чи правових норм (наприклад, немає злочинів без жертв).
Термін «вседозволене суспільство» використовувався правими структурами у 1970-х та 1980-х роках з негативною конотацією. У цій формі він використовувався для звинувачення соціального лібералізму та пов'язаних з ним лівих ідеологій у деградації соціальних стандартів у західній цивілізації.

## Характеристика
Вседозволене суспільство можна розглядати як практичний додаток, доповнення до вільного, позбавленого цінностей, нігілістичного суспільства без моральних засад. Вільне суспільство спочатку ґрунтувалося на політичному та філософському лібералізмі дев'ятнадцятого століття, який тепер витіснений нігілістичним гедонізмом, у той час як дозвільне суспільство розширює нігілістичну свободу за межі політичної та інтелектуальної ментальної свободи та включає соціальну та аморальну фізичну, поведінкову свободу. Аспекти, що змінилися останнім часом у сучасних вседозвільних суспільствах:
- Поширилася сексуальна свобода. Це включає свободу участі в сексуальній діяльності, яка раніше вважалася неприйнятною для здоров'я або навіть карається, наприклад, BDSM, фетишизм і гомосексуальність. Свобода перегляду матеріалів насильницького та сексуального характеру, включаючи фільми, музику, мистецтво та літературу, збільшилася, а цензура на ці та інші види мистецтва зменшилася.

- Влада релігійних груп слабшає, що часто супроводжується зростанням секуляризму.

## Історія
Найчастішим наведеним прикладом є соціальна та сексуальна революція кінця 1960-х років у Європі та Америці, яка породила більш ліберальне ставлення до свободи творчості, гомосексуальності та наркотиків, що виникло у відповідь на репресивні авторитарні режими, такі як нацистський, описаний групою Блумзбері. Також часто згадується загальне послаблення колишньої прихильності Британії до вікторіанських цінностей. Термін «вседозволене суспільство» спочатку використовувався як ворожий ярлик тими, хто вважав сексуальну розбещеність занадто високою, хоча це може бути пов'язане з повною забороною на належне статеве виховання — коли єдиним «правильним» методом навчання була помірність — у попередніх поколіннях, що було відомим чинником рівня незахищеної сексуальної активності.
1970-х і 1980-х роках деякі британські соціологи більш скептично підійшли до питання про «вседозвільне суспільство» шістдесятих років, зазначивши, що воно фактично призвело лише до часткового та зміненого регулювання раніше незаконних та стигматизованих соціальних дій. Наприклад, закон про сексуальні злочини 1967 року декриміналізував гомосексуальність, але при нерівному віці згоди — 21 рік (хоча згодом він був знижений до 18 (1994) потім до 16 (2002)), крім того, закон 1967 року декриміналізував за обмежених обставин. Аналогічним чином, закон про аборти 1967 року не дозволяв аборти за бажанням, а вимагав отримання медичного дозволу з обмеженнями за часом. Крім того, як і у випадку з декриміналізацією канабісу, деякі випадки лібералізації суспільних поглядів не супроводжувалися законодавчими змінами. Тому важливо відзначити, що ступінь «вседозволеності», що мала місце у 1960-х роках, можливо, перебільшена. Деякі стверджують, що у випадку з правами ЛГБТ у Великій Британії, Західній Європі, Канаді та Новій Зеландії первісні зміни були лише прелюдією до подальших періодів законодавчих змін: одностатеві шлюби чи громадянські союзи та усиновлення геями — все це сталося після первісної декриміналізації гомосексуальності.
Крім цього, були й інші періоди соціального реформування законодавства, які також були названі свідченням вседозволеного суспільства. До них відносяться прийняття законів, що декриміналізують проституцію в Австралії та проституцію в Новій Зеландії, а також декриміналізацію медичної марихуани в багатьох штатах США та часткову легалізацію рекреаційної марихуани в Канаді.